# Ålö-Rånö naturreservat
Ålö-Rånö naturreservat är ett  naturreservat i Haninge kommun i Stockholms län.
Området är naturskyddat sedan 2008 och är 2 829 hektar stort. Reservatet omfattar Ålö på södra Utö och större delen av Rånö samt vatten och holmar norr och söder. Reservatet består av gammalt odlingslandskap,  magra hällmarksskogar och kala klippor.